# ミック・マルバニー
ジョン・マイケル・"ミック"・マルバニー（John Michael "Mick" Mulvaney、1967年7月27日 - ）はアメリカ合衆国の政治家。ドナルド・トランプ政権の行政管理予算局長・大統領首席補佐官代行を務めた。現地の発音は「マルベイニ」に聞こえる。

## 経歴

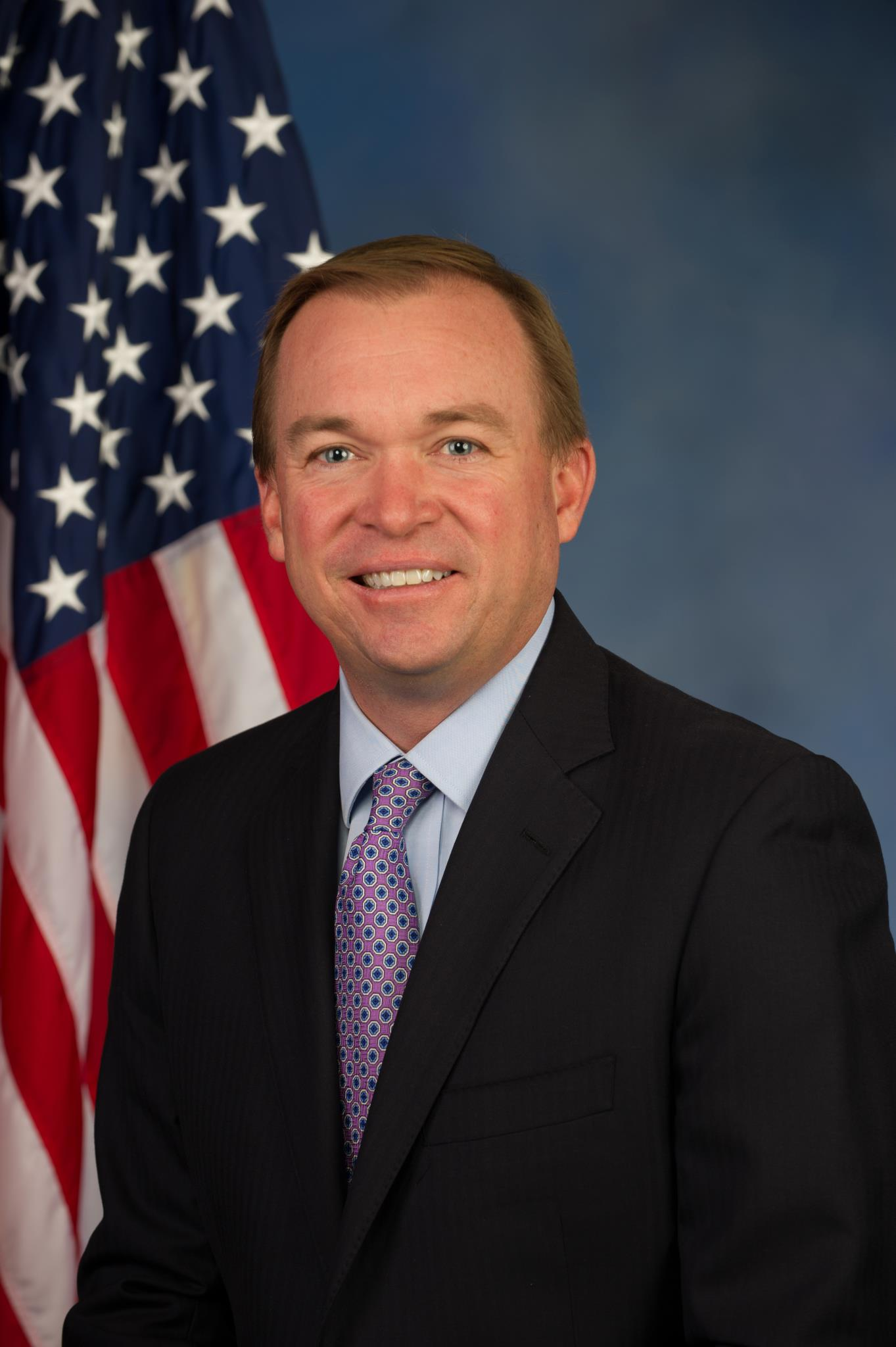
ミック・マルバニー（2012年）

バージニア州アレクサンドリアで、1967年6月22日に生まれ、ノースカロライナ州シャーロットで育った。ジョージタウン大学で国際経済・商学・ファイナンスの学士号を得た。その後。ノースカロライナ大学チャペルヒル校の法科大学院に入学し、1992年に法務博士号を得た。
1992年から1997年までジェームズ・マケロイ・ディール法律事務所で実務についた。2007年から2009年まで、サウスカロライナ州の上院議員であった。
2010年の中間選挙で保守派の草の根運動「ティーパーティー」旋風に乗って、サウスカロライナ州5区選出のアメリカ合衆国下院議員に当選した。その後、2012年、2014年、2016年と再選され、2017年2月16日まで務めた。

### アメリカ合衆国行政管理予算局局長
2016年12月17日、ドナルド・トランプ次期大統領によって、アメリカ合衆国行政管理予算局局長に指名された。2017年2月16日、アメリカ合衆国上院はマルバニーの行政管理予算局局長就任を賛成51、反対49で承認した。
2018米政府会計年度（2017年10月～2018年9月）の編成方針として、国防費の大幅増額に伴い国務省予算を28%削減し、環境保護局（EPA）予算も大幅に削減（31%）するとマルバニー局長は発表した。同時に連邦政府の職員を過去に例のない規模で削減するとした。メキシコ国境の壁の建設費として今年度分も含め41億ドルを計上した。マルバニー局長は「トランプ大統領は政府の役割縮小や効率性向上、無駄で重複したプログラムの廃止を目指している」と述べた。民主党の強硬な反対と共和党のミッチ・マコーネル上院院内総務などの首脳が反対を表明していると報道された。予算教書は2017年5月にまとめアメリカ合衆国議会に示す予定。
芸術・教育・貧困に対する連邦予算の削減について、ニューヨーク・タイムズは次のようにファクトチェックを行った。マルバニー局長は食事の宅配サービスは効果的でないと指摘したが、実際には50万人の退役軍人と22万6千人の高齢者を毎年支援している、マルバニー局長はコミュニティ開発一括補助金（CDBG）を批判したが、実際はこのプログラムは地元の受益者のニーズに合わせて支出を調整されている、さらにマルバニー局長は課外活動のプログラムは効果が薄いと指摘したことは誤解を与える説明であると指摘している。
2017年12月24日、消費者金融保護局のリチャード・コードレイ局長の辞任を受けトランプ大統領はマルバニーに局長代行を兼任させる人事を発令した。しかし、コードレイ前局長が辞任の直前にリアンドラ・イングリッシュ副局長を長官代行に指名したため、トップが2人となる混乱が起きた。
2018年11月17日、保守系国際会議J-CPAC2018に登壇し、甘利明衆議院議員や杜進拓殖大学教授と会談。米国は公正なルールの下で自由貿易できる体制を標榜しているとし、米中貿易戦争について米中二大経済大国が世界の貿易ルールについて果たすべき役割の重要性について言及した。
2018年12月14日、トランプ大統領は、退任するジョン・フランシス・ケリー大統領首席補佐官に代わりマルバニーを首席補佐官代行に指名すると明らかにした。
2020年3月6日、トランプ大統領は、大統領首席補佐官代行を退任させ、北アイルランド問題担当の特別代表に指名すると明らかにした。大統領首席補佐官には、マーク・メドウズ下院議員を起用すると明らかにした。
2021年1月7日、トランプ大統領の支持勢力が連邦議会議事堂を占拠した事件の発生を受け北アイルランド問題担当の特別代表を辞任した。

## 人物
・マルバニーは以前から政府歳出の削減を強力に主張しており、民主党のチャック・シューマー上院院内総務が挙げる「最もやっかいな」閣僚候補8人の一人とされる。